# MyAnimeList
MyAnimeList, thường được viết tắt là MAL, là một trang web mạng xã hội và ứng dụng danh mục xã hội về anime và manga. Trang web cung cấp cho người dùng một hệ thống giống như danh sách để sắp xếp và chấm điểm anime và manga. Nó tạo điều kiện cho việc tìm kiếm người dùng chia sẻ thị hiếu tương tự và cung cấp một lượng cơ sở dữ liệu lớn về anime và manga. Trang web tuyên bố có 4,4 triệu mục anime và 775.000 mục manga. Trong năm 2015, trang web đã nhận được 120 triệu khách truy cập mỗi tháng.

## Lịch sử
Trang web do chính Garrett Gyssler ra mắt vào tháng 4 năm 2006 và được duy trì cho đến năm 2008.
Vào ngày 4 tháng 8 năm 2008, CraveOnline, một trang web giải trí và lối sống của nam giới thuộc sở hữu của AtomicOnline, đã mua MyAnimeList với số tiền không được tiết lộ. Vào năm 2015, DeNA thông báo rằng họ đã mua MyAnimeList từ tay CraveOnline, và họ sẽ hợp tác với Anime Consortium Japan để phát trực tuyến anime trên dịch vụ, thông qua Daisuki.
MyAnimeList đã thông báo vào tháng 4 năm 2016 rằng họ đã nhúng các tập phim từ Crunchyroll và Hulu trực tiếp lên trang web, với hơn 20.000 tập được cung cấp trên trang web.
Vào tháng 4 năm 2017, MyAnimeList đã bổ sung thêm The King's Avatar, phim hoạt hình Trung Quốc đầu tiên vào cơ sở dữ liệu của trang web.
Vào ngày 8 tháng 3 năm 2018, MyAnimeList đã mở một cửa hàng manga trực tuyến, hợp tác với Kodansha Comics và Viz Media, cho phép người dùng mua manga kỹ thuật số từ trang web. Dịch vụ ban đầu được ra mắt tại Canada nhưng sau đó mở rộng sang Mỹ, Anh và một số quốc gia nói tiếng Anh khác.
MAL không thể truy cập được trong vài ngày vào tháng 5 và tháng 6 năm 2018 khi nhân viên trang web ngưng kết nối để bảo trì, với lý do lo ngại về bảo mật và quyền riêng tư. Các nhà điều hành trang web cũng đã tắt API cho các ứng dụng của bên thứ ba, khiến chúng không thể sử dụng được. Các động thái này được thực hiện trong nỗ lực tuân thủ chương trình GDPR của Liên minh Châu Âu.

## Tính năng
MyAnimeList liệt kê phim hoạt hình Nhật Bản, phim hoạt hình Hàn Quốc và phim hoạt hình Trung Quốc. Tương tự, MyAnimeList có thông tin về manga, manwha (truyện tranh Hàn Quốc), manhua (truyện tranh Trung Quốc), cũng như dōjinshi (truyện tranh của người hâm mộ) và light novel. Người dùng tạo danh sách mà họ cố gắng hoàn thành. Người dùng có thể gửi đánh giá, viết đề xuất, blog, đăng bài trên diễn đàn của trang web, tạo các câu lạc bộ để hợp nhất với những người có cùng sở thích và đóng góp nguồn cấp tin RSS liên quan đến tin tức về anime và manga. MAL cũng bắt đầu tạo ra những thách thức cho người dùng để hoàn thành 'danh sách của họ.'

### Chấm điểm
MyAnimeList cho phép người dùng chấm điểm anime và manga theo thang điểm từ 1 đến 10. Những điểm số này sau đó được tổng hợp để cung cấp cho mỗi chương trình trong cơ sở dữ liệu một thứ hạng từ tốt nhất đến tệ nhất. Thứ hạng của chương trình được tính hai lần một ngày bằng công thức sau:
{\displaystyle R={\frac {vS+mC}{v+m}}}
Trong đó {\displaystyle v} là tổng số bình chọn của người dùng, {\displaystyle S} cho điểm người dùng trung bình, {\displaystyle m} cho số bình chọn tối thiểu cần có để có được số điểm tính toán (hiện tại là 50), và {\displaystyle C} cho điểm trung bình trên toàn bộ cơ sở dữ liệu anime/manga. Chỉ những điểm mà người dùng đã hoàn thành ít nhất 20% anime/manga được tính đến.